# Strada statale 338 di Mongrando
La ex strada statale 338 di Mongrando (SS 338), ora strada provinciale 338 di Mongrando (SP 338), è una strada provinciale italiana.

## Percorso
Inizia a Biella e proseguendo in direzione sud-ovest tocca i comuni di Occhieppo Inferiore, Camburzano, Mongrando, Zubiena, Torrazzo e Magnano. Arriva quindi a quota 585 m s.l.m. per ridiscendere su un tracciato molto tortuoso e con numerosi tornanti, tagliando così la Serra di Ivrea. Giunge infine a Bollengo dove si innesta sulla ex strada statale 228 del Lago di Viverone.
In seguito al decreto legislativo n. 112 del 1998, dal 2001 la gestione è passata dall'ANAS alla Regione Piemonte che ha provveduto al trasferimento dell'infrastruttura al demanio della Provincia di Biella e della Provincia di Torino per le tratte territorialmente competenti.